# Liste des souverains de Gourie
Cet article présente la liste des ducs et des princes de Gourie, une province historique de la Géorgie occidentale.

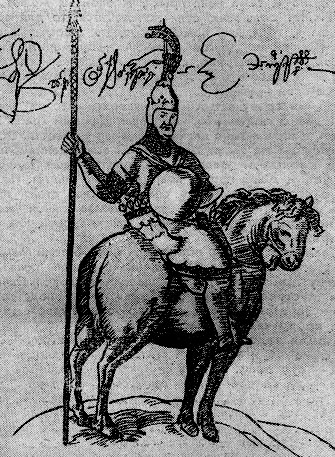
Mamia Gurieli, XVIIe siècle

## Historique

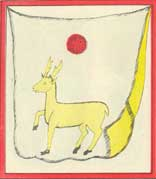
Armoiries de la principauté de Gourie

La Gourie est apparue en tant que duché pour la première fois au XIVe siècle, en tant que fief pour un duc de Svanétie issu de la famille des Dadian. Au fil des années, ces ducs, appelés Gouriel (გურიელი), gagneront de la puissance et accèderont à une indépendance de facto vis-à-vis des rois d'Iméréthie à partir de 1491.
Une guerre de plusieurs siècles entre princes et rois dominera l'histoire de la Gourie et du reste de l'Iméréthie et les princes de la région accepteront de se ranger sous la protection de la Russie impériale en 1811. Toutefois, cette alliance se transformera en annexion pure et simple en 1829.

## Liste

### Les ducs
- 1323 - 1345 : Mamia
- v. 1372 : Kakhaber , duc de Svanétie
- v. 1422 : Georges , fils du précédent
- v. 1460 : Mamia II,
- Jusqu'en 1483 : Kakhaber II, fils du précédent
- 1483 - 1491 : Georges Ier, fils du précédent

### Les princes indépendants
- 1491 - 1512 : Georges Ier
- 1512 - 1534 : Mamia Ier ou III, fils du précédent
- 1534 - 1564 : Rostom, fils du précédent
- 1564 - 1583 : Georges II, fils du précédent (1re fois)
- 1583 - 1587 : Vakhtang Ier, fils de Rostom ?
- 1587 - 1598 : Georges II (2e fois)
- 1598 - 1625 : Mamia II, fils du précédent
- 1625 - 1626 : Simon Ier, fils du précédent
- 1626 - 1658 : Kaïkhosro Ier, fils de Vakhtang Ier
- 1658 - 1668 : Démétrius, fils de Simon Ier
- 1668 - 1684 : Georges III, fils de Kaïkhosro Ier
- 1684 - 1685 : Malakia/Malkhaz, fils de Kaïkhosro Ier (1re fois)
- 1685 - 1689 : Kaïkhosro II, fils de Georges III
- 1689 : Malakia/Malkhaz (2e fois)
- 1689 - 1714 : Mamia III ou IV, fils de Georges IV
- 1714 - 1726 : Georges IV, fils du précédent
  - 1716 - Kaïkhosro III, fils de Mamia III (anti-prince) ;
- 1726 - 1756 : Mamia IV, fils du précédent ;
- 1756 - 1758 : Georges V,
- 1758-  1765 : Mamia IV,
- 1765 - 1771 : Georges V,
- 1771 - 1776 : Mamia IV,
- 1776 - 1788 : Georges V,
- 1788 - 1792 : Simon II, fils de Georges V ;
- 1792 - 1797 : Vakhtang II, fils de Georges V ;
- 1797 - 1809 :  Kaïkhosro IV, fils de Georges V, prince régent ;
- 1797 - 1811 : Mamia V, fils de Simon II, prince régnant.

### Protectorat russe
- 1811 - 1826 : Mamia V
- 1826 - 1829 : David, fils du précédent

### Prétendants au trône
- 1829 - 1839 : David Mamievitch Gouriel
- 1839 - 1856 : David Vakhtanguievitch Gouriel, fils de Vakhtang II
- 1856 - 1902 : Djambakour Davidovitch Gouriel, fils du précédent

## Autres

### Sources
- Cyrille Toumanoff, Les dynasties de la Caucasie chrétienne de l'Antiquité jusqu'au XIXe siècle : Tables généalogiques et chronologiques, Rome, 1990, p. 544.